# Тайская либеральная партия
«Тайская либеральная партия» (тайск. พรรคเสรีรวมไทย) — тайская либерально-консервативная политическая партия, основанная в 2013 году Пайбуном Пуангтонглором. 26 декабря 2013 года первый исполнительный совет партии пригласил бывшего комиссара тайской королевской полиции генерала полиции Сериписата Тимиявса в руководители. У партии есть реформистская программа по обузданию могущества вооружённых сил в политике и снижению коррупции. В рамках политической программы партии Сериписат предложил вывести военные базы из Бангкока и сдать землю в аренду школам, больницам, паркам. Однако Сериписат отметил, что «полиция должна находиться в Бангкоке».